# Familia Simpson (sezonul 12)
Al doisprezecelea sezon al serialului de televiziune american Familia Simpson a fost difuzat pentru prima dată între noiembrie 2000 și mai 2001. Acesta începe cu episodul „Treehouse of Horror XI⁠(d)” și conține patru episoade realizate în timpul sezonului precedent (BABF). Principalul producător executiv al sezonului a fost Mike Scully. Sezonul a obținut numeroase nominalizări și premii, inclusiv două Premii Primetime Emmy⁠(d) și un Premiu Annie⁠(d). A fost lansat pe DVD în Regiunea 1 pe 18 august 2009, Regiunea 2 pe 28 septembrie 2009 și Regiunea 4 pe 2 septembrie 2009. 

## Producție
Producătorul executiv al sezonului a fost Mike Scully, ultimul său sezon în această funcție. A revenit în echipa serialului în calitate de scenarist și producător pentru episodul „How I Spent My Strummer Vacation⁠(d)” din sezonul 14. Sezonul a fost produs de Gracie Films⁠(d) și 20th Century Fox Television⁠(d).
Don Payne⁠(d), John Frink și Bob Bendetson⁠(d) au devenit parte a echipei de scenariști, în timp ce Larry Doyle⁠(d), Julie Thacker și Tom Martin⁠(d) au părăsit proiectul după încheierea acestui sezon. Rob LaZebnik a contribuit la scenariul episodului „Homer vs. Dignity⁠(d)”, iar Shaun Cashman a fost regizorul episodului „A Tale of Two Springfields⁠(d)”. Neil Affleck⁠(d) a părăsit serialul după ce a regizat „Homer vs. Dignity”. Tom Gammill și Max Pross⁠(d) au fost responsabili de producerea acestui sezon. De asemenea, Mike Reiss a revenit în stafful scenariștilor în calitate de producător.
Sezonul a început cu episodul anual Treehouse of Horror⁠(d) și a marcat revenirea personajului Sideshow Bob⁠(d), ultima sa apariție fiind în episodul „Brother from Another Series⁠(d)” din sezonul opt. Realizat de Ian Maxtone-Graham, episodul „Tennis the Menace⁠(d)” a devenit al doilea episod al serialului animat cu cerneală și vopsea digitale⁠(d). De asemenea, patru episoade produse în timpul acestui sezon vor fi difuzate în sezonul următor.

## Distribuție

### Personaje principale
- Dan Castellaneta - Homer Simpson, Abraham Simpson, Krusty the Clown⁠(d), Groundskeeper Willie⁠(d), Barney Gumble⁠(d) și alte personaje
- Julie Kavner⁠(d) - Marge Simpson, Patty Bouvier⁠(d), Selma Bouvier⁠(d)
- Nancy Cartwright - Bart Simpson, Nelson Muntz⁠(d), Ralph Wiggum⁠(d) și alte personaje
- Yeardley Smith⁠(d) - Lisa Simpson
- Harry Shearer⁠(d) - Montgomery Burns, Waylon Smithers⁠(d), Ned Flanders⁠(d), Seymour Skinner⁠(d), Lenny Leonard⁠(d), Kent Brockman⁠(d), Timothy Lovejoy⁠(d) și alte personaje
- Hank Azaria - Moe Szyslak⁠(d), Clancy Wiggum⁠(d), profesorul Frink⁠(d), Jeff Albertson⁠(d), Apu⁠(d), Bumblebee Man⁠(d) și alte personaje

### Personaje secundare
- Pamela Hayden⁠(d) - Milhouse van Houten⁠(d), Jimbo Jones⁠(d), Rod Flanders⁠(d), Janey Powell⁠(d) și alte personaje
- Tress MacNeille⁠(d) - Agnes Skinner⁠(d), Lindsey Naegle⁠(d), Dna. Vanderbilt, Bernice Hibbert⁠(d), Dolph Starbeam⁠(d) și alte personaje

- Marcia Wallace⁠(d) -  Helen Lovejoy⁠(d), domnișoara Hoover⁠(d) și alte personaje

- Russi Taylor - Martin Prince⁠(d), Sherri și Terri⁠(d) și alte personaje
- Karl Wiedergott⁠(d) - alte personaje

## Recepție
Al doisprezecelea sezon a primit cu precădere recenzii pozitive din partea criticilor. Matt Haigh de la Den of Geek a menționat că episoadele proaste din acest sezon sunt mai degrabă plictisitoare decât îngrozitoare, iar Nancy Basile a alcătuit o listă cu episoadele „bune” și „proaste” ale sezonului, cea din urmă fiind mai cuprinzătoare.
Sezonul s-a clasat pe locul 21 conform ratingurilor din sezonul de televiziune, având o medie de 14,7 milioane de telespectatori pe episod, în creștere cu 6% față de sezonul trecut.
Episodul „HOMR⁠(d)” a fost nominalizat pentru diverse premii. Al Jean a fost nominalizat la categoria cel mai bun serial de animație⁠(d) în cadrul Premiilor Primetime Emmy⁠(d). De asemenea, serialul a fost nominalizat la categoria „cea mai bună compoziție muzical într-un serial⁠(d)”. „HOMR” a câștigat un Premiu Annie la categoria „cel mai bun scenariu pentru o producție de televiziune animată”. Hank Azaria a fost nominalizat la Primetime Emmy pentru „Worst Episode Ever⁠(d)”, iar Lisa Simpson a câștigat „Board of Directors Ongoing Commitment Award”. Familia Simpson a obținut premii și în cadrul Kids' Choice Awards⁠(d).

## Episoade
| Nr. | Episodul | Titlu                            | Regizor            | Scenarist              | Data difuzării    | Cod de producție | Audiență SUA (milioane) |
| --- | -------- | -------------------------------- | ------------------ | ---------------------- | ----------------- | ---------------- | ----------------------- |
| 249 | 1        | „Treehouse of Horror XI"         | Matthew Nastuk     | Rob LaZebnik           | 1 noiembrie 2000  | BABF21           | 13.23                   |
| 249 | 1        | „Treehouse of Horror XI"         | Matthew Nastuk     | John Frink & Don Payne | 1 noiembrie 2000  | BABF21           | 13.23                   |
| 249 | 1        | „Treehouse of Horror XI"         | Matthew Nastuk     | Carolyn Omine          | 1 noiembrie 2000  | BABF21           | 13.23                   |
|     |          |                                  |                    |                        |                   |                  |                         |
| 250 | 2        | „A Tale of Two Springfields"     | Shaun Cashman      | John Swartzwelder      | 5 noiembrie 2000  | BABF20           | 16.18                   |
|     |          |                                  |                    |                        |                   |                  |                         |
| 251 | 3        | „Insane Clown Poppy"             | Bob Anderson       | John Frink & Don Payne | 12 noiembrie 2000 | BABF17           | 16.44                   |
|     |          |                                  |                    |                        |                   |                  |                         |
| 252 | 4        | „Lisa the Tree Hugger"           | Steven Dean Moore  | Matt Selman            | 19 noiembrie 2000 | CABF01           | 14.87                   |
|     |          |                                  |                    |                        |                   |                  |                         |
| 253 | 5        | „Homer vs. Dignity"              | Neil Affleck       | Rob LaZebnik           | 26 noiembrie 2000 | CABF04           | 14.99                   |
|     |          |                                  |                    |                        |                   |                  |                         |
| 254 | 6        | „The Computer Wore Menace Shoes" | Mark Kirkland      | John Swartzwelder      | 3 decembrie 2000  | CABF02           | 15.60                   |
|     |          |                                  |                    |                        |                   |                  |                         |
| 255 | 7        | „The Great Money Caper"          | Mike Frank Polcino | Carolyn Omine          | 10 decembrie 2000 | CABF03           | 16.84                   |
|     |          |                                  |                    |                        |                   |                  |                         |
| 256 | 8        | „Skinner's Sense of Snow"        | Lance Kramer       | Tim Long               | 17 decembrie 2000 | CABF06           | 15.87                   |
|     |          |                                  |                    |                        |                   |                  |                         |
| 257 | 9        | „HOMR"                           | Mike B. Anderson   | Al Jean                | 7 ianuarie 2001   | BABF22           | 18.52                   |
|     |          |                                  |                    |                        |                   |                  |                         |
| 258 | 10       | „Pokey Mom"                      | Bob Anderson       | Tom Martin             | 14 ianuarie 2001  | CABF05           | 15.01                   |
|     |          |                                  |                    |                        |                   |                  |                         |
| 259 | 11       | „Worst Episode Ever"             | Matthew Nastuk     | Larry Doyle            | 4 februarie 2001  | CABF08           | 18.50                   |
|     |          |                                  |                    |                        |                   |                  |                         |
| 260 | 12       | „Tennis the Menace"              | Jen Kamerman       | Ian Maxtone-Graham     | 11 februarie 2001 | CABF07           | 13.98                   |
|     |          |                                  |                    |                        |                   |                  |                         |
| 261 | 13       | „Day of the Jackanapes"          | Michael Marcantel  | Al Jean                | 18 februarie 2001 | CABF10           | 15.39                   |
|     |          |                                  |                    |                        |                   |                  |                         |
| 262 | 14       | „New Kids on the Blecch"         | Steven Dean Moore  | Tim Long               | 25 februarie 2001 | CABF12           | 18.12                   |
|     |          |                                  |                    |                        |                   |                  |                         |
| 263 | 15       | „Hungry, Hungry Homer"           | Nancy Kruse        | John Swartzwelder      | 4 martie 2001     | CABF09           | 17.55                   |
|     |          |                                  |                    |                        |                   |                  |                         |
| 264 | 16       | „Bye Bye Nerdie"                 | Lauren MacMullan   | John Frink & Don Payne | 11 martie 2001    | CABF11           | 16.11                   |
|     |          |                                  |                    |                        |                   |                  |                         |
| 265 | 17       | „Simpson Safari"                 | Mark Kirkland      | John Swartzwelder      | 1 aprilie 2001    | CABF13           | 13.28                   |
|     |          |                                  |                    |                        |                   |                  |                         |
| 266 | 18       | „Trilogy of Error"               | Mike B. Anderson   | Matt Selman            | 29 aprilie 2001   | CABF14           | 14.41                   |
|     |          |                                  |                    |                        |                   |                  |                         |
| 267 | 19       | „I'm Goin' to Praiseland"        | Chuck Sheetz       | Julie Thacker          | 6 mai 2001        | CABF15           | 13.06                   |
|     |          |                                  |                    |                        |                   |                  |                         |
| 268 | 20       | „Children of a Lesser Clod"      | Mike Frank Polcino | Al Jean                | 13 mai 2001       | CABF16           | 13.81                   |
|     |          |                                  |                    |                        |                   |                  |                         |
| 269 | 21       | „Simpsons Tall Tales"            | Bob Anderson       | John Frink & Don Payne | 20 mai 2001       | CABF17           | 13.43                   |
| 269 | 21       | „Simpsons Tall Tales"            | Bob Anderson       | Bob Bendetson          | 20 mai 2001       | CABF17           | 13.43                   |
| 269 | 21       | „Simpsons Tall Tales"            | Bob Anderson       | Matt Selman            | 20 mai 2001       | CABF17           | 13.43                   |